# Enna (geslacht)
Enna is een geslacht van spinnen uit de  familie van de Trechaleidae.

## Soorten
- Enna baeza Silva, Lise & Carico, 2008
- Enna bartica Silva, Lise & Carico, 2008
- Enna bonaldoi Silva, Lise & Carico, 2008
- Enna braslandia Silva, Lise & Carico, 2008
- Enna caliensis Silva, Lise & Carico, 2008
- Enna caparao Silva & Lise, 2009
- Enna chickeringi Silva, Lise & Carico, 2008
- Enna colonche Silva, Lise & Carico, 2008
- Enna eberhardi Silva, Lise & Carico, 2008
- Enna echarate Silva & Lise, 2009
- Enna estebanensis (Simon, 1898)
- Enna hara Silva, Lise & Carico, 2008
- Enna huanuco Silva, Lise & Carico, 2008
- Enna huarinilla Silva, Lise & Carico, 2008
- Enna igarape Silva, Lise & Carico, 2008
- Enna jullieni (Simon, 1898)
- Enna kuyuwiniensis Silva, Lise & Carico, 2008
- Enna maya Silva, Lise & Carico, 2008
- Enna meridionalis Silva & Lise, 2009
- Enna minor Petrunkevitch, 1925
- Enna nesiotes Chamberlin, 1925
- Enna paraensis Silva, Lise & Carico, 2008
- Enna pecki Silva, Lise & Carico, 2008
- Enna redundans (Platnick, 1993)
- Enna riotopo Silva, Lise & Carico, 2008
- Enna rothi Silva, Lise & Carico, 2008
- Enna segredo Silva & Lise, 2009
- Enna trivittata Silva & Lise, 2009
- Enna velox O. P.-Cambridge, 1897